# Odile Pierre
Pour les articles homonymes, voir Pierre.
Odile Pierre, née le 12 mars 1932 à Pont-Audemer (Eure) et morte le 29 février 2020 à Tigy (Loiret), est une organiste et compositrice française.

## Biographie
Odile Pierre naît le 12 mars 1932 à Pont-Audemer, dans l'Eure.

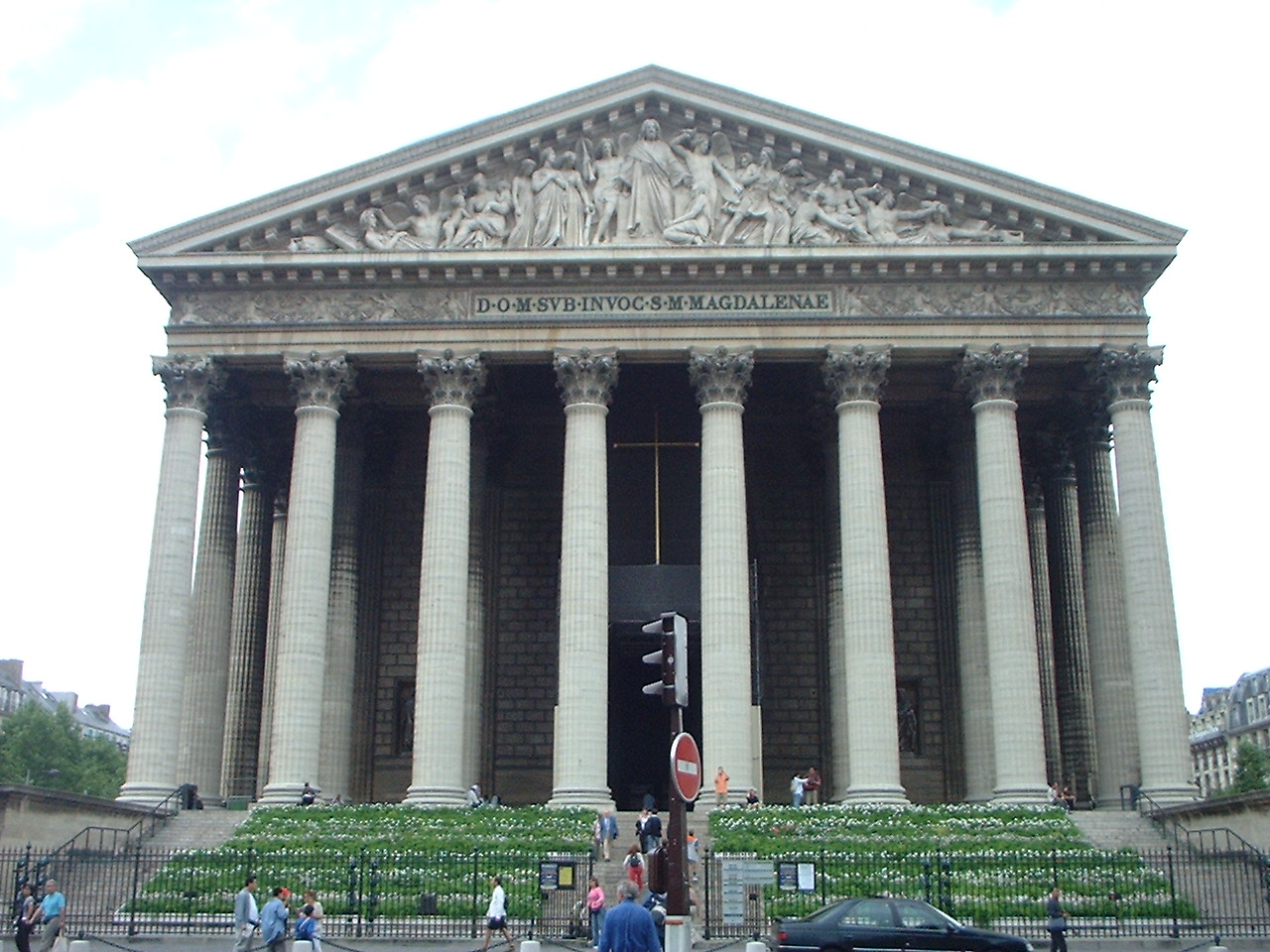
Église de la Madeleine à Paris.

L'audition d'un récital d'orgue de Marcel Dupré à l'abbatiale Saint-Ouen de Rouen, alors qu'elle n'a que 7 ans, trace son avenir. À 15 ans, elle est organiste et maître des chœurs à l'église de Barentin. D'abord élève de Marcel Lanquetuit au conservatoire de Rouen, elle entre ensuite dans la classe d'orgue de Marcel Dupré au Conservatoire de Paris, et s’initie à l’histoire de la musique auprès de Norbert Dufourcq. En 1955, elle remporte les premiers prix d'orgue et d'improvisation (Marcel Dupré, Rolande Falcinelli), d'harmonie (Maurice Duruflé) et de fugue (Noël Gallon),.
Elle prend des cours de perfectionnement avec Fernando Germani à Rome, et dans la classe de Franz Sauer au Mozarteum de Salzbourg.
Comme pédagogue, Odile Pierre enseigne l'orgue et l'histoire de la musique au Conservatoire de Rouen durant 11 ans (de 1959 à 1969). Plus tard, elle enseigne l'orgue et l'improvisation de 1981 à 1992 au Conservatoire à rayonnement régional de Paris, participant à l'éclosion de nombreux jeunes organistes, dont Michael Matthes, Léon Kerremans, D'Arcy Trinkwon, Kristiyan Seynhave ou David Di Fiore. En 1991, elle donne des cours d'interprétation à la Scuola Internationale d’Alto Perfezionmento Musicale à Pérouse (Italie). En outre, elle donne de nombreuses classes de maître dans des collèges et universités de diverses régions du monde. Elle a été membre des jurys d'un grand nombre de concours d'orgue internationaux,,.
Comme organiste titulaire des orgues de l'église de la Madeleine, Odile Pierre succède à Jeanne Demessieux de 1969 à 1979,.
En 1977, elle représente la France au 3e Congrès international d'orgue de Washington et Philadelphie. La même année, elle entre à la Commission technique consultative pour les orgues de Paris,.
Comme concertiste, elle a donné plus de 2000 récitals d'orgue, des États-Unis aux Philippines, du Canada au Japon, de l’Islande à l’URSS, de l’Allemagne à la Turquie, en passant par l’Italie, l’Espagne, Vienne ou Prague, en solo et avec orchestre sous la direction de Pierre Dervaux, Georges Prêtre, Antoine de Bavier ou Lorin Maazel, notamment,.
Odile Pierre est la dédicataire d'œuvres de Jean Langlais (Esquisse gothique, op. 187 no 3, 1975) et la créatrice de partitions de Morton Feldman, Ernst Helmuth Flammer, Horatiu Radulescu et René Wohlhauser. 
Elle meurt le 29 février 2020 à Tigy, dans le Loiret, où elle s'était retirée depuis sa retraite,,. 

### Famille
Odile Pierre a deux enfants d'un premier mariage avec Jacques Villisech, chanteur lyrique : Christine Villisech et Xavier Villisech, acteur et musicien. Elle épouse en secondes noces l’historien Pierre Aubé.

## Compositions
Comme compositrice, Odile Pierre est l'autrice d'une trentaine d'œuvres, dont : 

### Musique pour orgue
- Variations et Fugue sur trois Noëls de Normandie, op. 1a (éd. Leduc, 1987), version no 2, op. 1b (Leduc, 1992) ;
- Quatre Pèlerinages à la Vierge pour orgue 2 et 4 mains, op. 2 (Leduc, 1988) ;
- Cinq Versets, Fugue et Thème libre, op. 3 (Leduc, 1992) ;
- Le martyr de saint Thomas Becket, op. 4 (éd. Carrara, 1994) ;
- Choral et fugue sur le nom de Charles-Marie Widor, op. 5 (éd. Schott, 1994) ;
- Variations canoniques et Fugue sur deux Noëls napolitains, op. 6 (1995, éd. Delatour France, 2004).

### Musique de chambre
Dans le domaine de la musique de chambre, plusieurs de ses partitions sont éditées au cours des années 2000 chez Delatour France : 
- Cantiques et airs bretons pour flûte à bec et piano, op. 7 ;
- Fileuses et bergers d’Auvergne pour 4 flûtes traversières, op. 8 ;
- Quatuor sur deux Noëls hongrois pour 4 flûtes à bec ;
- 10 Chansons populaires françaises pour flûte à bec et piano ;
- Triste est le ciel, chanson d’amour du Béarn pour saxophone alto et piano ;
- Bourrée montagnarde, danse traditionnelle du Puy-en-Velay pour trombone et piano ;
- Ecoutons donc les aubades, Noël toulousain pour trompette et piano ;
- Chanson d’amour basque pour bugle et piano ;
- Katibim pour clarinette et piano ;
- Fugue scherzo pour quatuor à vent (flûte, hautbois, clarinette en si bémol et basson).

## Enregistrements
Présentée comme la « Clara Haskil de l'orgue », Odile Pierre a enregistré au disque de très nombreux compositeurs, parmi lesquels Bach, Saint-Saëns, Franck ou encore Messiaen.

## Honneurs

### Décorations
Odile Pierre était, :
- Officier de l'ordre de la Légion d'honneur ;
- Commandeur de l'ordre national du Mérite.

### Distinctions
- Médaille d'argent de la ville de Paris[2],[3].